# Scudder Mountain
Scudder Mountain är ett berg i Antarktis. Det ligger i den centrala delen av kontinenten. Inget land gör anspråk på området. Toppen på Scudder Mountain är 2 280 meter över havet.
Terrängen runt Scudder Mountain är huvudsakligen kuperad. Trakten är obefolkad. Det finns inga samhällen i närheten. 